# 이수날
이수날(본명: 정이수, 1993년 4월 3일 ~ )은 대한민국의 인터넷 방송인이다.

## 활동
유튜브 채널인 슛포러브에서 경희대 구너라는 이름으로 출연하면서 눈길을 끌었다.
2017년 3월, SBS 풋볼매거진 골의 코너인 풋매골 라이브에 합류했으며 리포터로 활동했다.
2020년부터 유튜브 개인방송을 시작했다.
2021년 3월, 피파온라인4의 유튜브 컨텐츠인 라커룸:경기의 재구성의 패널로 출연했다. 이후 FIFA22 런칭 쇼케이스의 진행을 맡기도 했다.
2021년 8월, 축구 선수 권창훈과의 열애설이 불거졌으며 권창훈과의 열애를 인정했다.
2021년 9월, 지지팀인 아스날 FC가 프리미어리그 2021-22 시즌 개막 이후 부진에 빠지자 아스날의 선전을 위해 절에서 1000배를 하는 컨텐츠를 진행하였다. 이 소식은 잉글랜드까지 전해졌으며 현지팬들과 축구 매체들의 주목을 받았다. 이에 2022년 5월에는 아스날 FC의 초청을 받아 런던에 가기도 했다.
2022년 FIFA 월드컵 기간 동안 KBS의 리포터로 활동하였다.

## 가족관계
- 배우자
  - 권창훈